# Kontraktskod
Kontraktskod är en fyrsiffrig sifferkombination som används för att identifiera kontrakt inom Svenska kyrkan, till exempel i databaser. Varje kontrakt har en egen kontraktskod.
De första två siffrorna är stiftskoden som identifierar stiftet. De två följande identifierar kontraktet inom stiftet. Med tillägg av två ytterligare siffror, till en sexsiffrig kod, bildas en pastoratskod. Liknande koder finns för län, kommuner och församlingar.

## Exempel
Kontraktskoden för Ådalens kontrakt är 1001, där 10 är stiftskoden för Härnösands stift och 01 identifierar just detta kontrakt inom stiftet.